# Муља
Муља (слч. Muľa) насељено је мјесто са административним статусом сеоске општине (слч. obec) у округу Вељки Кртиш, у Банскобистричком крају, Словачка Република.

## Становништво
| Година:    | 1994. | 2004.    | 2014.    | 2024.   |
| ---------- | ----- | -------- | -------- | ------- |
| Број људи: | 226   | 286      | 350      | 353     |
| Разлика:   |       | +26,54 % | +22,37 % | +0,85 % |

| Година:    | 2023. | 2024.   |
| ---------- | ----- | ------- |
| Број људи: | 351   | 353     |
| Разлика:   |       | +0,56 % |

Према подацима о броју становника из 2011. године насеље је имало 327 становника.